# Helena (Diewoczkina)
Helena, nazwisko świeckie Diewoczkina (zm. 18 listopada 1547 w Moskwie) – rosyjska mniszka prawosławna, święta mniszka Rosyjskiego Kościoła Prawosławnego, pierwsza przełożona Monasteru Nowodziewiczego w Moskwie. 

## Życiorys
Pochodziła z rodziny właścicieli ziemskich. Prawdopodobnie status społeczny jej rodziny był wysoki, dzięki czemu Helena rozpoczynała życie mnisze w monasterze Opieki Matki Bożej w Suzdalu, pozostającym pod bezpośrednią opieką wielkich książąt moskiewskich. Być może nosiła imię świeckie Agrippina; mogło to jednak być również jej imię zakonne otrzymane przy postrzyżynach mniszych – w takim wypadku imię Helena byłoby drugim imieniem zakonnym, nadanym podczas składania ślubów wielkiej schimy. 
Helena razem z osiemnastoma innymi mniszkami z monasteru Opieki Matki Bożej w Suzdalu przybyła do Moskwy wiosną 1525 do założonego przez Wasyla III monasteru Smoleńskiej Ikony Matki Bożej w Moskwie (Nowodziewiczego). Władca pragnął, by mniszki modliły się w intencji narodzin następcy tronu. Obok władcy fundatorami klasztoru byli również Sofia, Iwan, Jurij i Jewpraksija Kaurowowie. 
Brak zachowanych źródeł nie pozwala stwierdzić, jak długo Helena była przełożoną Monasteru Nowodziewiczego i czy posiadała godność ihumeni, pewne jest jedynie to, że była schimniszką. Wiadomo również, że nie zarządzała klasztorem do śmierci (przed 1547 nową przełożoną została ihumenia Eunicja). Być może zrzekła się godności z powodu choroby. W testamencie, który spisała przed śmiercią, skarży się na „ślepotę, głuchotę i wszelkie niemoce”, określa również siebie jako osobę starą. 
Testament Heleny miał służyć jako duchowe wskazania dla mniszek Monasteru Nowodziewiczego. Helena stwierdzała w nim, że mniszki powinny prowadzić surowe życie wspólnotowe, nie mieć służących, nie jeść i pić w celach poza wspólnymi posiłkami. Zabraniała świeckim kobietom żyć przez dłuższy czas w monasterze, jeśli nie miały zamiaru składać ślubów mniszych. 
Helena zmarła w 1547 i została pochowana w sąsiedztwie monasterskiego soboru. Obok pochowano również schimniszkę Teofanię, która razem z Heleną przybyła z Suzdala. Na miejscu ich grobu w XVII w. wzniesiono kaplicę. Została ona zburzona w latach 20. i 30. XX wieku, gdy zniszczono cały monasterski cmentarz.

## Kult
Nieformalny kult Heleny funkcjonował w Monasterze Nowodziewiczym. Z pewnością do pocz. XVIII w. była już świętą oficjalnie kanonizowaną przez Rosyjski Kościół Prawosławny. Kult ten zanikł po rewolucji październikowej i zamknięciu klasztoru, w którym żyła. Uroczyście odnowił go w 1999 patriarcha moskiewski i całej Rusi Aleksy II. 
Na ikonach mniszka Helena przedstawiana jest w szatach mniszki wielkiej schimy, z krzyżem ihumeńskim i czotkami. Nad nią widoczne są anioły podtrzymujące Smoleńską Ikonę Matki Bożej.